# Fanny Brennan
Fanny Brennan (Paris, 1921 — 2001) foi uma pintora surrealista franca-americana.
Nascida na capital da França e educada nos Estados Unidos e na Europa, matriculou-se em uma escola de arte na França em 1938. Quando a guerra começou, mudou-se para Nova Iorque. Em 1941, a galeria da Livraria Wakefield, dirigida por Betty Parsons, a incluiu em dois shows. Também trabalhou na revista Harper's Bazaar e no Museu Metropolitano de Arte. Em 1944, o Escritório de Informação da Guerra norte-americano a contratou para trabalhar na Europa. Por quase vinte anos após o nascimento de seus filhos, Brennan parou de pintar, não começando novamente até 1970. Começando em 1973, teve três exposições individuais com Betty Parsons, e depois algumas com a Galeria Coe Kerr. Um livro sobre seu trabalho, denominado Skyshades, foi publicado em 1990, com uma introdução de Calvin Tomkins.
Suas pinturas eram tipicamente com três ou quatro centímetros de diâmetro, e frequentemente combinavam objetos domésticos, como botões com paisagens. Seu retrato foi desenhado por Alberto Giacometti, e, durante sua vida, conheceu Pablo Picasso e Tristan Tzara.